# Gambia op de Olympische Zomerspelen 2020
Gambia nam deel aan de Olympische Zomerspelen 2020 in Tokio, Japan.

## Atleten
Hieronder volgt een overzicht van de atleten die deelnamen aan de Olympische Zomerspelen 2020.
| sport    | mannen | vrouwen | totaal |
| -------- | ------ | ------- | ------ |
| Atletiek | 1      | 1       | 2      |
| Judo     | 1      | 0       | 1      |
| Zwemmen  | 1      | 0       | 1      |
| totaal   | 3      | 1       | 4      |

## Sporten

### Atletiek
Mannen
Loopnummers
| atlete        | onderdeel | series | series | kwartfinale | kwartfinale | halve finale   | halve finale   | finale         | finale         |
| atlete        | onderdeel | tijd   | rang   | tijd        | rang        | tijd           | rang           | tijd           | rang           |
| ------------- | --------- | ------ | ------ | ----------- | ----------- | -------------- | -------------- | -------------- | -------------- |
| Ebrima Camara | 100 m     | bye    | bye    | 10,33       | 6           | niet geplaatst | niet geplaatst | niet geplaatst | niet geplaatst |

Vrouwen
Loopnummers
| atlete    | onderdeel | series | series | kwartfinale | kwartfinale | halve finale | halve finale | finale         | finale         |
| atlete    | onderdeel | tijd   | rang   | tijd        | rang        | tijd         | rang         | tijd           | rang           |
| --------- | --------- | ------ | ------ | ----------- | ----------- | ------------ | ------------ | -------------- | -------------- |
| Gina Bass | 100 m     | bye    | bye    | 11,12 NR    | 4 q         | 11,16        | 6            | niet geplaatst | niet geplaatst |
| Gina Bass | 200 m     | 22,74  | 2 Q    | n.v.t.      | n.v.t.      | 22,67        | 4            | niet geplaatst | niet geplaatst |

### Judo
Mannen
| atleet    | onderdeel | eerste ronde         | tweede ronde         | derde ronde          | kwartfinale          | halve finale         | herkansing           | finale / BM          | finale / BM |
| atleet    | onderdeel | tegenstander uitslag | tegenstander uitslag | tegenstander uitslag | tegenstander uitslag | tegenstander uitslag | tegenstander uitslag | tegenstander uitslag | rang        |
| --------- | --------- | -------------------- | -------------------- | -------------------- | -------------------- | -------------------- | -------------------- | -------------------- | ----------- |
| Faye Njie | −73 kg    | bye                  | Makhmadbekov V 00–10 | niet geplaatst       | niet geplaatst       | niet geplaatst       | niet geplaatst       | niet geplaatst       |             |

### Zwemmen
Mannen
| atleet       | onderdeel       | series | series | halve finale   | halve finale   | finale         | finale         |
| atleet       | onderdeel       | tijd   | rang   | tijd           | rang           | tijd           | rang           |
| ------------ | --------------- | ------ | ------ | -------------- | -------------- | -------------- | -------------- |
| Ebrima Buaro | 50 m vrije slag | 27,44  | 66     | niet geplaatst | niet geplaatst | niet geplaatst | niet geplaatst |